# تاابرا اریبا
تاابرا اریبا (به لاتین: Tábara Arriba) یک منطقهٔ مسکونی در جمهوری دومینیکن است که در استان آزوا واقع شده‌است.

## خصوصیات
تاابرا اریبا ۲۰۹٫۸۴ کیلومترمربع مساحت و ۱۴٬۲۵۸ نفر جمعیت دارد.